# 홋타 마사토시
홋타 마사토시(일본어: 堀田正俊, 1634년 12월 31일 ~ 1684년 10월 7일)은 에도 시대 전기의 후다이 다이묘이다. 고즈케 안나카 번주를 거쳐 시모사 고가 번의 초대 번주가 되었고, 에도 막부에서는 로주, 다이로 등을 역임하였다.

## 생애
간에이 11년(1634년) 11월 12일, 에도 막부 3대 쇼군 도쿠가와 이에미쓰 정권 하의 로주였던 홋타 마사모리의 셋째 아들로 태어났다. 이듬해인 간에이 12년(1635년) 가스가노 쓰보네의 양자가 되어, 그 인연으로 간에이 18년(1641년)에는 양모의 주선으로, 쇼군 이에미쓰의 후계자 다케치요(竹千代. 도쿠가와 이에쓰나)의 고쇼(小姓)에 임명되어 두각을 드러냈다. 이 기간 동안 3천 석의 소령을 받았다.
게이안 4년(1651년) 쇼군 이에미쓰의 사망으로 아버지 마사모리가 이에미쓰를 따라 순사하면서, 그 유령 중에서 시모쓰케국 내의 새로 개간한 농지 1만 석을 분할 증여받아 1만 3천 석의 다이묘가 되었다. 이와 동시에 종5위하 빗츄노카미에 서임되었다. 그 후 이에쓰나 시대 때에도 순조롭게 승진을 거듭하여, 만지 원년(1660년)에는 소자반이 되어 고즈케국 안나카 번 2만 석 영지를 받았다. 간분 10년(1670년)에는 와카도시요리가 되었고, 엔포 7년(1679년)에는 로주로 취임하여 2만 석 영지를 추가로 받았다.
엔포 8년(1680년) 4대 쇼군 이에쓰나의 사망으로, 이에쓰나 정권 시대에 권세를 떨쳤던 다이로 사카이 다다키요와 대립하여, 이에미쓰의 이복동생인 도쿠가와 쓰나요시를 후계자로 내세웠다. 덴나 원년(1681년) 12월 11일, 다다키요를 대신하여 다이로에 임명되었다. 취임 후에는 마키노 나리사다와 함께 「덴나의 치(天和の治)」라 불리는 여러 정책을 시행하여 특히 재정면에서 큰 성과를 올렸다.
조쿄 원년(1684년) 8월 28일, 에도 성중에서 종숙부로 당시 와카도시요리로 재직 중이었던 이나바 마사야스(미노국 아오노 번주)의 손에 살해되었다. 이때 그의 나이 51세였다. 막부 측의 기록에 의하면 마사야스가 발광하여 마사토시를 살해했다고 기록되어 있으나, 사건은 여러 가지 억측을 불러왔고, 오사카의 요도강 치수 사업에 관한 의견 대립으로 살해했다는 설도 있었다. 또, 마사야스가 그 자리에서 살해되었기 때문에, 이 암살 사건에는 쇼군 쓰나요시가 관여했다는 소문도 나돌았다.
사후 가독은 장남 마사나카가 상속을 허락받았으나, 저택과 소령은 이전되었다.

## 암살 음모설
마사토시가 암살되기 직전에 쇼군 도쿠가와 쓰나요시가「겐로쿠 살생금지령」을 포고한다는 입장을 표명하였는데, 마사토시는 이에 대해 반대하고 있었다. 그로 인해 두 사람 사이에 대립이 발생하였기 때문에, 「쓰나요시에 의한 음모설」이 제기되었다. 또, 이 사건 이후 쓰나요시는 안쪽 어전에서 정무를 돌보게 되어, 이로 인해 쇼군과 로주 사이에 거리가 발생하였다. 그 때문에, 야나기사와 요시야스, 마키노 나리사다 등 쇼군과 로주 사이를 연락하는 소바요닌이 막부 내에서 권세를 떨치게 되었다.
| 전임 미즈노 모토토모 | 안나카 번 번주 (홋타가) 1667년 ~ 1681년 | 후임 이타쿠라 시게카타 |

| 전임 도이 도시마스 | 제1대 고가 번 번주 (홋타가) 1681년 ~ 1684년 | 후임 홋타 마사나카 |